# Ofensiva din Ardeni

Ilustrație oficială a Armatei SUA: Harta liniilor frontului (indicate prin linii albastre groase și punctate) prezentând intrândurile, ieșindurile și „buzunarele” frontului, pe măsură ce ofensiva germană progresa de la est spre vest, în perioada 16–26 decembrie 1944.

Ofensiva din Ardeni (cunoscută și ca Ofensiva Von Rundstedt) (16 decembrie 1944 – 25 ianuarie 1945), a fost ultima ofensivă inițiată de Germania (die Ardennenoffensive) împotriva Aliaților, pe frontul de Vest, și a început în data de 16 decembrie 1944. Aceasta se poate spune că a fost printre ultimele ofensive importante al Germaniei înainte de capitulare. Ea a fost o contraofensivă prin care Germania a căutat să împiedice înaintarea trupelor aliate ale SUA și Marii Britanii. Ofensiva a avut loc în zona dens împădurită a regiunii Munților Ardeni din provincia belgiană Valonia, în jurul orașelor Bastogne, St. Vith, Rochefort, La Roche, Houffalize, Stavelot, Clerf, Diekirch, Vianden și a cantoanelor din estul Belgiei. Trupele aliate erau constituite din 83.000 de soldați, 400 de blindate și 400 de tunuri, fiind comandate de Dwight D. Eisenhower, Bernard Montgomery și Omar N. Bradley. La comanda trupelor germane se aflau Gerd von Rundstedt și Walter Model, efectivul trupelor germane fiind de 200.000 de soldați, 600 de blindate și 1.900 de tunuri. Operațiunea a fost numită „Unternehmen Christrose” (Trandafirii lui Isus). Frontul avea lățimea de 60 km, trupele germane reușind să străpungă liniile inamice și să pătrundă pe o adâncime de circa 100 km. Țelul acțiunii era ocuparea orașului Antwerpen, prin portul căruia soseau întăririle trupelor americane. După lupte crâncene care au durat șase săptămâni, trupele germane au fost respinse până la linia inițială a frontului. Trupele americane și-au refăcut pierderile în circa 2 săptămâni, pe când Germania a epuizat ultimele sale rezerve militare, ceea ce a accelerat sfârșitul războiului. Bilanțul ofensivei a fost sever de partea aliaților, 19.276 de morți, 47.139 de răniți, 21.144 prizonieri și dispăruți. Pierderile trupelor germane s-au soldat la 17.236 de morți, 16.000 prizonieri și dispăruți, precum și 34.439 de răniți.
Principalele cauze ale eșecului ofensivei germane au fost: 
1. Lipsa combustibililor - principala sursă de combustibil a mașinii de război germane, România, întorsese armele în august 1944;
2. Vremea - dacă la începutul ofensivei vremea rea nu a permis Aliaților să desfășoare activități de recunoaștere și de susținere a trupelor de la sol, după data de 24 decembrie acest lucru s-a schimbat și aviația aliată a putut decola pentru a-și îndeplini misiunile de luptă. La acel moment, Luftwaffe era decimată și nu putea face față superiorității aeriene aliate;
3. Numărul limitat de trupe angajat în luptă de către Germania. Hitler le promisese generalilor săi 18 divizii de infanterie și 12 divizii de blindate, însă multe dintre acestea urmau să provină din rezerva strategică a armatei și nu erau complet formate sau echipate. Pe măsură ce ofensiva a pierdut din impactul inițial, armata germană a rămas fără trupe pe care să le arunce în luptă, neavând rezerve.

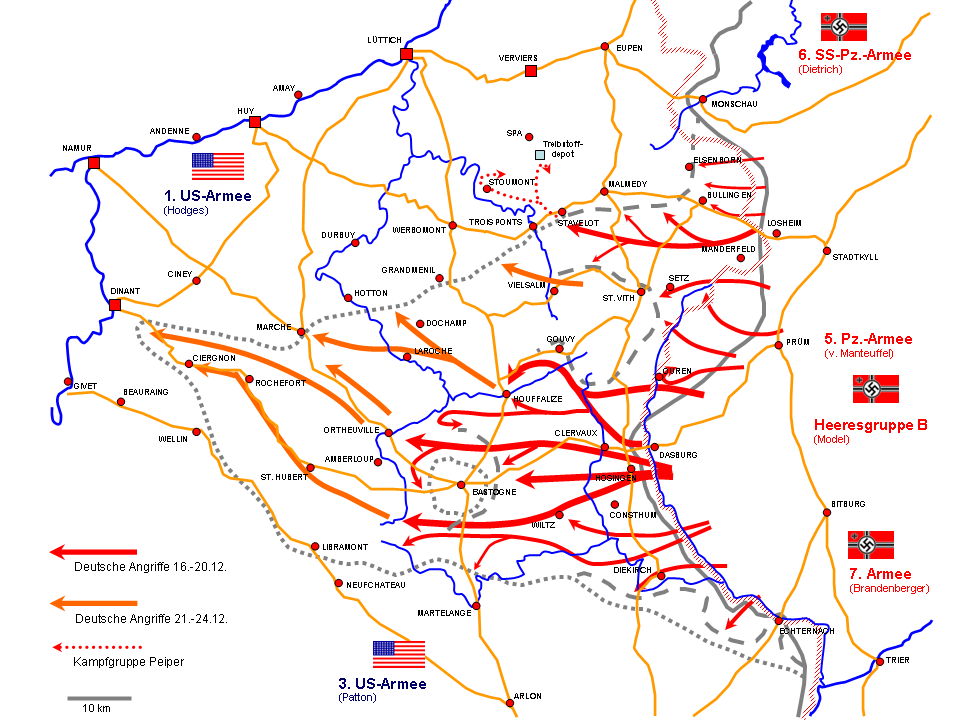
Ofensiva din Ardeni (1944)